# Gornji Slatinik
Gornji Slatinik su naseljeno mjesto u Republici Hrvatskoj u sastavu općine Podcrkavlje u Brodsko-posavskoj županiji.

## Zemljopis
Gornji Slatinik se nalaze na Dilju, sjeverno od Podcrkavlja na državnoj ceste Našice - Slavonski Brod, susjedna naselja su Brodski Zdenci na zapadu te Donji Slatinik na sjeveru.

## Stanovništvo
Prema popisu stanovništva iz 2011. godine Gornji Slatinik je imao 90 stanovnika. 
| broj stanovnika | 104   |       |       | 138   | 177   | 224   | 204   | 236   | 222   | 217   | 210   | 169   | 118   | 93    | 94    | 90    | 92    |
|                 | 1857. | 1869. | 1880. | 1890. | 1900. | 1910. | 1921. | 1931. | 1948. | 1953. | 1961. | 1971. | 1981. | 1991. | 2001. | 2011. | 2021. |